# Sightline Media Group
Sightline Media Group, раніше Gannett Government Media and Army Times Publishing Company, є американською компанією, яка видає газети, журнали, веб-сайти та інші публікації про армію США та інших армій.
Група Military Times компанії видає чотири рази на два місяці газети, орієнтовані на нинішніх і колишніх військовослужбовців США: Army Times (заснована 1940), Navy Times (заснована 1951), Air Force Times (заснована 1947) і Marine Corps Times (заснована 1999). Він також видає Defence News (заснована в 1986 році), C4ISRNET і Federal Times.
Його неіснуючі публікації включають Журнал збройних сил, заснований у 1863 році, який був найдовшим виданням країни на оборонну тематику, поки не припинив публікацію в 2014 році.

## Інтернет-ресурси
- Офіційний сайт
- Military Times